# 1965年热带风暴黛比
热带风暴黛比（英語：Tropical Storm Debbie）是1965年大西洋飓风季的热带气旋，虽在海上便逐渐消散，但仍在阿拉巴马州莫比尔刷新日降雨量纪录。气旋于9月24日在西加勒比海发展成型，之后数天朝西北方向移动，在此期间未能增强。9月27日，系统在墨西哥湾转向东北，于次日短暂达到热带风暴强度，但很快就因冷空气侵蚀减弱，最终于9月30日在路易斯安那州东岸近海消散。
路易斯安那州曾在9月初受到飓风贝特西重创，此次黛比又对该州多地构成威胁，幸而这只是虚惊一场，当地仅降下小雨，局部发生洪灾。风暴在阿拉巴马州南部降下440毫米雨量，引发严重洪灾，许多道路和汽车被淹。莫比尔地区遭受的损失总额达2500万美元，其他区域的破坏程度很轻。

## 气象历史
9月24日，接近洪都拉斯北岸的西加勒比海有低气压发展成弱热带低气压。气旋起初杂乱无章，缺乏层次分明的大气环流。9月25日，虽然强度极属热带低气压范畴，但气旋依然获名“黛比”（Debbie）。此后两天系统强度未能提高，于9月26日经过尤卡坦半岛东北部。次日，热带低气压在墨西哥湾中部转向北上，然后开始向东北方向前进。9月28日，黛比增强成热带风暴并达到持续风速每小时85公里的最高强度，此时风暴已发展出明显的两条螺旋状雨带。
虽然水温较高，空气中水分充足，上空还存在反气旋，但风暴在逼近墨西哥湾北岸期间未能强化。此外，东太平洋的热带风暴黑兹尔同其他因素共同影响，导致黛尔始终未能发展出良好的外流。气旋在最高强度下仅保持约12小时，然后就因干冷空气影响减弱，于9月29日降级成热带低气压。黛比同日转向西北，从密西西比三角洲以东不远处经过。9月30日，气旋环流在密西西比州近海消散。风暴残留登陆后加速向东北移动，最终被温带气旋吸收。

## 影响

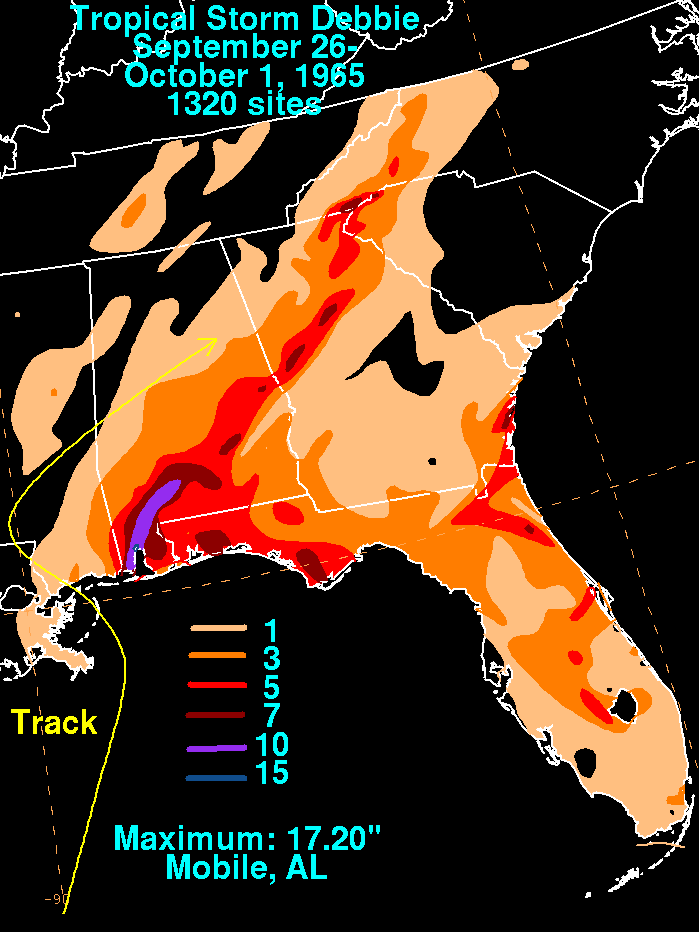
热带风暴黛比的降水分布

发展成热带气旋前，黛比的低气压前身令西加勒比海普降暴雨。位于洪都拉斯北岸近海的天鹅群岛前后24小时降雨138毫米。受风暴影响，伯利兹市海潮高涨，降雨量达到26毫米，大开曼持续小雨两天。古巴政府呼吁各地尽量避免乘舟出行，美国国家气象局向干龟群岛至拉哥岛（Key Largo）间的佛罗里达礁岛群地区发布小型船只警报。
美国国家气象局驻地方办事处在气旋消散前向密西西比河河口至佛罗里达州锡达礁发布大风警告和飓风观察预警，建议这些地区的小船主留在港口，避免驾舟出行。面对风暴威胁，多个石油平台及生活在路易斯安那州圣贝尔纳堂区低洼地区的数千居民撤离。美国墨西哥湾沿岸内陆未能测得烈风强度风力，只有路易斯安那州东南近海的船只和石油钻井平台所测风速达到标准。黛比促使潮水普遍上涨1.2米，特别是新奥尔良的风暴潮达到1.8米。潮水导致路易斯安那州东南部多条公路沿线发生洪灾，许多路段封闭。受到影响的区域曾于同年9月上旬受到飓风贝特西重创。
黛比强度虽弱，但仍在沿海降下暴雨，并以阿拉巴马州莫比尔雨量最高，达到440毫米，这其中有380毫米是在15小时内所降，刷新该市日降雨量纪录。暴雨引发洪灾，洪水深1.8米，致使多家商铺和多条道路封闭，交通阻塞严重程度同样创下该市的新纪录。成百上千的汽车被淹，200余人因住房被淹撤离。莫比尔市内的经济损失数额估计有2500万美元，其他地区严重程度均远远不及。除路易斯安那州外，降雨范围还向东延伸到佛罗里达州东海岸，向北扩展至北卡罗莱纳州境内。此外，气旋还在格林县布伦瑞克（Brunswick）附近的乔治亚州东部降下超过230毫米雨量度，导致机场及运河沿线洪水泛滥。